# Quípama
Quípama – miasto w Kolumbii, w departamencie Boyacá.